# Трегубова Лідія Петрівна
Лідія Петрівна Трегубова (нар. 2 грудня 1911, Макарів Яр — пом. 1 травня 2000) — українська скульпторка; член Спілки радянських художників України з 1946 року.

## Біографія
Народилася 19 листопада [2 грудня] 1911 року в селі Макаровому Яру (тепер Довжанський район Луганської області, Україна) в сім'ї бідних селян. У 1931 році закінчила Макаровоярівську керамічну кустарнопромислову школу; з 1932 року навчалась у Харківському художньому інституті, а з 1937 року у Київському художньому інституту. 1946 року закінчила Київський художній інститут (викладач Макс Гельман), захистивши дипломну роботу «Дівчина муляр», одночасно отримавши кваліфікацію художника-скульптора. У 1946—1967 роках викладала скульптуру, рисунок і композицію у Ворошиловградському художньому училищі.
Жила в місті Луганську, в будинку на вулиці Парковій, № 1 а, квартира № 12. Померла 1 травня 2000 року.

## Творчість
Працювала в галузі станкової скульптури. Серед робіт:
- «На відбудові» (1946);
- портрет старого більшовика В. Ф. Загороднього (1957);
- «Портрет шахтаря» (1965).

Брала участь у всеукраїнських виставках від 1957 року.